# Росина Поляна
Ро́сина Поля́на (бел. Росіна Паляна) — хутор в Смолевичском районе Минской области Белоруссии. Входит в состав Жодинского сельсовета. Расположен в 6 км от железнодорожной станции Жодино, в 13 км от города Смолевичи, в 49 км от Минска. Население — 3 человека (2013).

## История
Известен с начала XX века. Входил в состав Смолевичской волости Борисовского уезда Минской губернии.
С 1924 года в Плисском сельсовете Смолевичского района. В Минском округе до 26 июля 1930 года, с 20 февраля 1938 года в составе Минской области.
В годы Великой Отечественной войны на фронте погиб один житель.
С 26 декабря 1962 года в Минском районе, с 6 января 1965 года снова в Смолевичском.

## Население
- 1917 год — 35 человек;
- 1924 год — 36 человек;
- 1959 год — 21 человек;
- 1996 год — 2 человека;
- 2013 год — 3 человека.